# Labellorrhina
Labellorrhina är ett släkte av tvåvingar. Labellorrhina ingår i familjen Lygistorrhinidae.
Kladogram enligt Catalogue of Life:
| Labellorrhina | \| \| Labellorrhina grimaldii \| \| \| \| \| \| Labellorrhina quantula \| \| \| \| |
|               | \| \| Labellorrhina grimaldii \| \| \| \| \| \| Labellorrhina quantula \| \| \| \| |
|               | Blagorrhina                                                                        |
|               |                                                                                    |
|               | Gracilorrhina                                                                      |
|               |                                                                                    |
|               | Loyugesa                                                                           |
|               |                                                                                    |
|               | Lygistorrhina                                                                      |
|               |                                                                                    |
|               | Matileola                                                                          |
|               |                                                                                    |
|               | Seguyola                                                                           |
|               |                                                                                    |
|               | Labellorrhina grimaldii                                                            |
|               |                                                                                    |
|               | Labellorrhina quantula                                                             |
|               |                                                                                    |

|  | Labellorrhina grimaldii |
|  |                         |
|  | Labellorrhina quantula  |
|  |                         |